# C'era una volta in America
C'era una volta in America (Once Upon a Time in America) è un film del 1984 diretto da Sergio Leone.
Interpretato da Robert De Niro, James Woods ed Elizabeth McGovern, è tratta dal romanzo autobiografico di Harry Grey "Mano armata" (The Hoods in originale) del 1952, la pellicola narra, nell'arco di più di quarant'anni (dagli anni 1920 agli anni 1960), le drammatiche vicissitudini del criminale David "Noodles" Aaronson e dei suoi amici nel loro progressivo passaggio dai quartieri bassi di Manhattan all'ambiente della malavita organizzata nella New York del proibizionismo e del post-proibizionismo. Il film intende essere una critica alla società americana e al percorso di involuzione a cui può portare il sogno americano e la malavita organizzata.
Presentato fuori concorso al 37º Festival di Cannes, è il terzo film della cosiddetta trilogia del tempo, preceduto da C'era una volta il West (1968) e Giù la testa (1971). Malgrado lo scarso successo di pubblico alla sua uscita, col passare degli anni è stato definito unanimemente come uno dei migliori film di sempre, posizionandosi ai livelli più alti nelle classifiche dei film preferiti di pubblico e di critica.

## Trama
«Che hai fatto in tutti questi anni, Noodles?»
«Sono andato a letto presto».
(Dialogo fra Fat Moe e Noodles)

Noodles nella fumeria d'oppio

New York, 1933. Epoca del proibizionismo. Quattro spietati sicari italoamericani, inviati da ignoti mandanti, cercano rabbiosamente il gangster David "Noodles" Aaronson, dopo aver assassinato Eve, la sua compagna. "Fat" Moe Gelly, proprietario del bar dove Noodles risiede, viene pestato a sangue nel piano superiore del suo locale, finché non indica un teatro cinese con annessa fumeria d'oppio. Noodles si trova lì per dimenticare la morte dei suoi tre amici e compari, "Patsy" (Patrick Goldberg), "Cockeye" (Philip Stein) e "Max" (Maximilian Bercovicz). In un flashback lo si vede assistere all'incendio di un camion carico di casse di whisky e alla morte degli amici; sull'asfalto giacciono i loro corpi, uno dei quali, quello di Max, è completamente carbonizzato.
Due dei quattro scagnozzi irrompono nel teatro cinese, ma Noodles fugge in tempo da un'uscita secondaria. Recatosi al locale di Fat Moe, uccide il terzo sgherro, ma non soccorre l'amico così da scagionarlo agli occhi dei sicari; quindi prende una chiave riposta in un orologio a pendolo e si reca in una stazione ferroviaria, dove apre una cassetta di sicurezza, al cui interno c'è una valigia che contiene solo vecchi giornali. Confuso e rassegnato, decide di salire sul primo treno in partenza, diretto a Buffalo, scappando per sempre da New York per rifarsi una nuova vita sotto il falso nome di Robert Williams.
1968. Noodles, oramai ultrasessantenne, torna a New York e incontra Moe che continua a gestire il bar. I due discutono di una strana lettera, apparentemente speditagli da un rabbino locale, in cui lo si invita a trattare il trasferimento delle salme dei suoi tre amici, avvenuto già otto mesi prima, a spese di un ignoto benefattore nel sontuoso cimitero di Riverdale. Noodles suppone che la missiva costituisca il messaggio di un vecchio nemico che gli fa così intendere di averlo rintracciato, nonostante egli viva altrove sotto falso nome. Moe lo ospita per la notte nell'appartamento adiacente al locale. Noodles, ora solo, vaga per il locale e guardando attraverso una feritoia che dà su un magazzino, vede affiorare alla mente antichi ricordi.

Il giovane Noodles spia Deborah dalla feritoia nel muro

1918. Un adolescente Noodles spia la bella Deborah Gelly, sorella di Moe, mentre si esercita aspirando a diventare una ballerina. Sarà il grande amore della sua vita. Noodles è un ragazzo di strada del quartiere ebraico del Lower East Side di New York e vive di espedienti. Imbattutosi fortuitamente in un suo coetaneo, lo smaliziato Max Bercovicz che si è appena trasferito dal Bronx, i due costituiscono con gli amici Patsy, Cockeye e Dominic una propria gang indipendente, iniziativa per la quale si inimicano il piccolo boss locale Bugsy.
Il giorno della pasqua ebraica (Pessach), mentre tutta la comunità è in preghiera in sinagoga, Noodles incontra Deborah nel bar dei Gelly. La fanciulla non approva il suo stile di vita e perciò, seppur a malincuore, non vuole concedersi a lui. Proprio nel bel mezzo del dialogo, Noodles viene richiamato fuori da Max e abbandona Deborah. Una volta in strada, i due ragazzi vengono malmenati e derubati da Bugsy e dai suoi compari. Noodles, sanguinante, cerca rifugio bussando alla porta di Deborah, la quale però, nel rimarcare il proprio disappunto, lo abbandona fuori al proprio destino.
Noodles e soci, nonostante le intimidazioni, continuano le loro attività in proprio, fino a mettere a punto un espediente per recuperare le casse di whisky gettate in mare dai contrabbandieri italo-americani, eludendo così le motovedette della polizia fluviale. Ottengono ingenti guadagni e inaugurano un fondo comune, custodito in una valigia depositata presso una cassetta di sicurezza di una stazione.
Bugsy, furioso per lo sgarbo, tenta di eliminare la gang una volta per tutte e a farne le spese è il giovanissimo Dominic, ucciso con un colpo di pistola alle spalle. Noodles si vendica uccidendo Bugsy, ma viene colto in flagrante da due poliziotti; nel tentativo di difendersi dall'arresto accoltella uno degli agenti di polizia, per cui viene condannato a scontare una pena detentiva di dodici anni.
1968. Noodles si reca a Riverdale, nella monumentale cappella fatta erigere dallo sconosciuto benefattore. All'interno legge il proprio nome su una targa commemorativa e trova una chiave, che riconosce essere identica a quella della cassetta di sicurezza usata tanti anni prima. Una volta sul luogo, trova una valigia con una cospicua somma e un messaggio: "Pagamento anticipato per il tuo prossimo lavoro".

Moe, Patsy, Max e Cockeye brindano con Noodles alla sua scarcerazione

1930. Noodles esce di prigione e trova ad attenderlo Max – che stenta a riconoscere – il quale lo informa che nel frattempo la banda ha ingrandito le proprie attività, trasformando l'esercizio di Fat Moe in un bar dove si distribuiscono clandestinamente alcolici in piena epoca proibizionista. Noodles scopre che i suoi tre amici hanno iniziato a compiere dei lavori importanti al soldo di organizzazioni molto potenti di cui Max vuole garantirsi la protezione. Un lavoro consiste in una rapina a una gioielleria di Detroit per conto di un potente boss italo-americano di nome Frankie Monaldi e del suo referente Joe. Il colpo assume risvolti grotteschi: Noodles, provocato da una commessa di nome Carol, arriva a violentarla sebbene ella dimostri compiacenza.
Al momento della consegna della refurtiva, Max e i suoi compari si sbarazzano di Joe e della sua banda, perché Max si era segretamente accordato con Monaldi per eliminare la concorrenza di Detroit. Noodles, visibilmente contrariato e sdegnato per la violenza dell'agguato, redarguisce Max per averlo tenuto all'oscuro e lo accusa di voler tradire la linea indipendente stabilita anni prima. È l'inizio di una graduale frattura, che porta Noodles a diffidare sempre più delle ambizioni del suo amico, palesemente avido di denaro e potere.
1968. Nel bar di Fat Moe, Noodles apprende da un notiziario televisivo che il senatore Christopher Bailey è scampato miracolosamente a un attentato dinamitardo. Il politico risulta infatti coinvolto in una controversa indagine per corruzione, durante la quale sono già stati assassinati altri testimoni. Nel servizio appare una vecchia conoscenza, il sindacalista James Conway O'Donnell.
1932. In questo periodo imperversano le lotte del movimento operaio: la banda riceve un incarico da Sharkey, un politico vicino al Sindacato Trasporti. Chicken Joe – uno sgherro al servizio di un certo Crowing, direttore di una fabbrica occupata – ha preso in ostaggio O'Donnell per costringerlo a porre termine a uno sciopero. Noodles e la sua gang intervengono sequestrando Crowing per obbligare Chicken Joe allo scambio dei due ostaggi. Quest'ultimo però non demorde e in seguito ordina la gambizzazione di O'Donnell, che si scopre essere amico di Monaldi. La risposta di Max e Noodles è un'imboscata ai danni del boss, che risparmia solo l'impietrito Crowing. Per garantire il successo dell'operazione, la banda arriva a ricattare il capo della polizia Vincent Aiello, scambiando i braccialetti ai neonati nella nursery in cui si trova il nuovo nato del poliziotto.
Diviene così sempre più chiara la commistione tra la malavita, il sindacato, la politica e le forze dell'ordine, tanto che, nell'imminenza della fine del proibizionismo, Sharkey propone nuovi affari a Noodles e soci: Max, sempre più ambizioso, accetterebbe di buon grado, mentre Noodles manifesta ancora una volta tutta la propria disapprovazione. Max viene invitato a liberarsi dell'amico, considerato ormai una palla al piede, ma l'uomo rifiuta.
Per conquistare Deborah, Noodles organizza una splendida serata in un ristorante sul mare prenotato esclusivamente per loro due, durante la quale le chiede di sposarlo. Lei, pur ricambiandolo, declina nuovamente la proposta per l'annoso motivo del suo stile di vita, che comporterebbe soprattutto la rinuncia alle proprie aspirazioni artistiche. Deborah è in procinto di partire per Hollywood. Noodles, profondamente deluso, si offre di riaccompagnarla a casa per poi violentarla brutalmente in automobile, senza che l'autista intervenga. Così facendo, Noodles la perderà definitivamente.
Carol, la commessa della gioielleria di Detroit, diviene la donna di Max e Noodles ripiega su Eve, una ragazza conosciuta la notte in cui ha violentato Deborah. Viene annunciata ufficialmente la data della fine del proibizionismo. Max, in un crescendo di ambizione, confida a Noodles il piano per rapinare la Federal Reserve Bank di New York, con lo scopo di garantirsi definitivamente ricchezza e potere. Giudicando il piano un'ennesima follia, Noodles medita di sventarlo e informa telefonicamente la polizia di un imminente trasporto di alcolici (ancora proibiti) a cui partecipano i suoi amici. L'esito sarà la sparatoria mortale vista all'inizio del film.
1968. Noodles riceve un invito a un ricevimento presso la residenza del senatore Bailey a Long Island. Per cautelarsi, fa visita dapprima a un'ormai anziana Carol in una casa di riposo, e da lei apprende dell'amicizia di Deborah con il politico (probabilmente suo amante) e della sua brillante carriera teatrale. Racconta anche che Max, durante quella sparatoria con la polizia, esplose per primo alcuni colpi di pistola, quasi a volersi proprio far uccidere. Noodles raggiunge quindi Deborah a Broadway e le fa visita in camerino. Alquanto scossa, Deborah gli racconta delle vicissitudini di Bailey, un immigrato dal passato sconosciuto che, dopo aver sposato una donna molto ricca e aver avuto un figlio da essa, ebbe modo, grazie alla sua eredità, di accumulare fortuna e divenire un ricco finanziere. Entrato in politica da cinque anni, è però ora coinvolto in un'intricatissima inchiesta giudiziaria. La visita inaspettata di David, figlio del senatore, straordinariamente somigliante a Max da giovane, chiarisce il sospetto di Noodles sull'identità di Bailey, ovvero il suo vecchio amico fattosi credere morto nel 1933.

Noodles insieme a Max alias senatore Bailey

Noodles, nonostante le suppliche di Deborah a desistere, viene ricevuto in privato da Bailey/Max, che lo mette al corrente del fatto che nel 1933 il suo tentativo di salvare gli amici denunciandoli era stato ampiamente previsto da lui e dalla malavita; Max si era infatti organizzato con la parte corrotta della polizia per far trovare un cadavere già sfigurato e fuggire. Il senatore illustra poi la tragica situazione in cui versa, delle minacce di morte dei suoi ex alleati che vogliono impedirgli di comparire al processo. L'uomo prega Noodles di ucciderlo con un colpo di pistola, per avere una morte onorevole e potersi sdebitare dell'antico sgarbo («Ho rubato la tua vita e l'ho vissuta al tuo posto, t'ho preso tutto, i tuoi soldi, la tua donna. Cosa aspetti a sparare?»). Noodles, però, ricordando i momenti della sua infanzia e la sua antica fedeltà a valori quali amicizia e amore, declina, spiazzandolo e negando qualsiasi addebito, chiamandolo sempre "mister Bailey", fingendo così di non riconoscere in lui Max e augurandogli il meglio per il processo che lo aspetta.
Noodles esce dal cancello della villa Bailey, di fronte al quale staziona un camion della nettezza urbana, che mentre lui sta incamminandosi lungo la strada per andarsene si mette in moto. Noodles si volta e vede da lontano un uomo che sembra essere Max uscire dal cancello e mettersi ad avanzare verso il mezzo appena partito: l'individuo che ha notato sembra sparire misteriosamente dietro di esso, forse lanciatosi nelle lame compattatrici. Noodles osserva il camion allontanarsi fino a scomparire nel buio, quando a un tratto spunta un corteo di auto d'epoca con a bordo dei giovani festanti sulle note di God Bless America di Irving Berlin.
1933. Si ritorna alla scena nel teatro cinese. Noodles giace sul letto sorridendo, inebriato dall'oppio.

## Produzione

### Regia

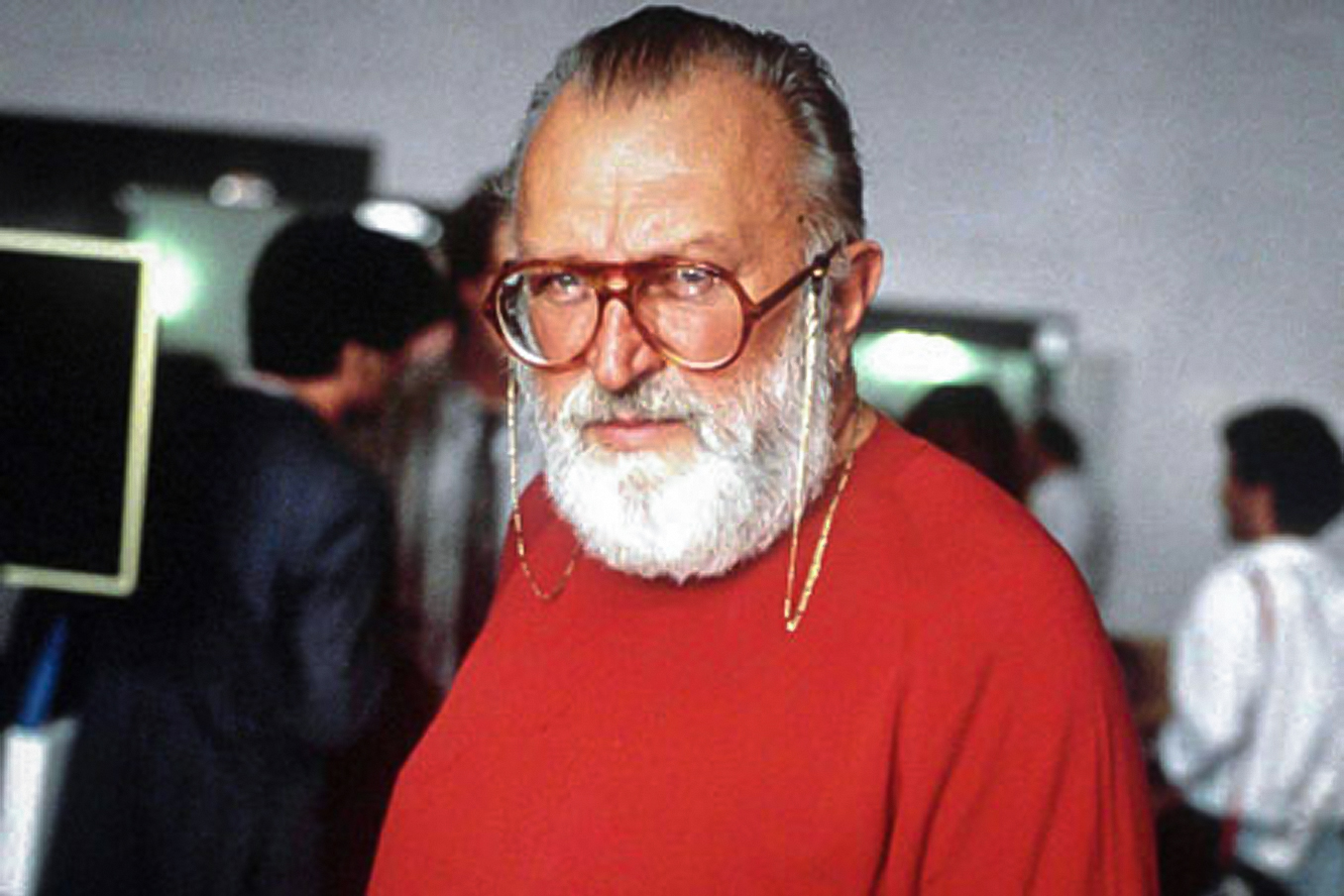
Sergio Leone sul set del film

Strutturato su un ampio ricorso alla formula dell'analessi e della prolessi, che lascia tuttavia spazio a un finale aperto, il film si presta a diverse interpretazioni. L'alto significato allegorico, la perfezione tecnica, l'atmosfera e il suo modo di trattare le più grandi emozioni come amicizia, amore e malinconia lo rendono molto apprezzato. Col passare del tempo il film è stato definito da una maggioranza sempre più ampia "un capolavoro assoluto", uno dei migliori lavori cinematografici del secolo.

### Sceneggiatura
(Sergio Leone)
La sceneggiatura del film è frutto di un lavoro lunghissimo che copre un arco di tempo di circa 12-13 anni. Fin dall'uscita di Giù la testa, infatti, il regista iniziò a progettare di realizzare un gangster movie ambientato nell'America dei primi del Novecento. Gli ostacoli furono innumerevoli, e su tutti il più importante fu che lo stesso regista non aveva in mente una trama precisa per poter scrivere in modo continuativo la sua sceneggiatura.
La trama definitiva venne in mente al regista solo alla metà degli anni Settanta, quando lesse il romanzo The Hoods di Harry Grey. Il romanzo era stato firmato dall'autore con uno pseudonimo per poter nascondere la sua identità visto che si trattava dell'autobiografia di un vero gangster negli anni del proibizionismo che si chiamava Herschel Goldberg. Leone rimase molto colpito dal libro e scelse di trarne ispirazione per il suo film, arrivando a definire quella come la trama che andava cercando ormai da un decennio.
Trovato il soggetto, non restava che dare vita alla sceneggiatura per poter poi cominciare il film. Leone, con l'aiuto di Norman Mailer e John Milius, pensò inizialmente a un confronto tra Richard Dreyfus e Gérard Depardieu (con Patrick Dewaere e Miou-Miou) ma il risultato dello script dei due scrittori americani non lo convinse. Leone iniziò a scrivere, ma a causa della complessità della trama che aveva in mente si avvalse di diversi collaboratori, chiamando a lavorare con lui Leonardo Benvenuti, Piero De Bernardi, Enrico Medioli, Franco Arcalli e Franco Ferrini (per Franco Arcalli, grande montatore e sceneggiatore, da tempo malato, sarà l'ultimo lavoro per il cinema: deceduto nel 1978, non riuscirà a lavorare ad Apocalypse Now di Francis Ford Coppola). Terminata la sceneggiatura, la propose al produttore statunitense Arnon Milchan che accettò di produrre il film.

### Cast

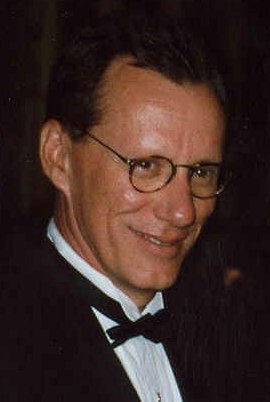
James Woods, interprete di Max

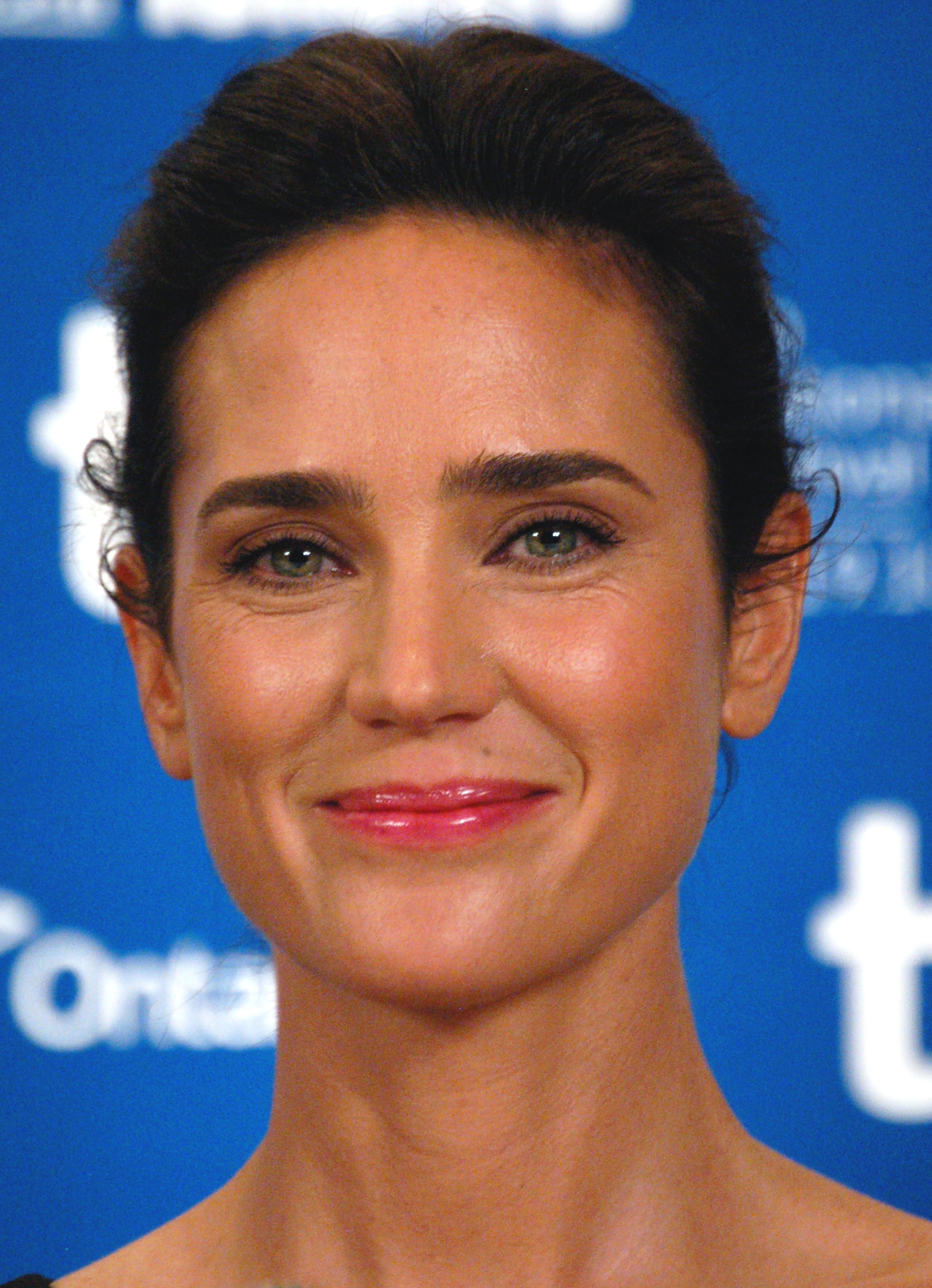
Jennifer Connelly, che interpretò il ruolo della giovanissima Deborah

Avendo a disposizione un budget elevato, Sergio Leone si avvalse di un cast misto, composto da grandi stelle internazionali e da attori debuttanti o poco conosciuti.
- Robert De Niro è David "Noodles" Aaronson, il protagonista del film. De Niro era una star molto affermata avendo già vinto due premi Oscar; in seguito a questo film tornerà a interpretare ruoli simili per Brian De Palma in Gli intoccabili e per Martin Scorsese in Quei bravi ragazzi, Casinò e The Irishman. Per preparare e perfezionare al meglio il suo personaggio chiese di incontrare ripetutamente il boss Meyer Lansky, non ottenendo mai una risposta positiva.
- James Woods è Maximilian "Max" Bercovicz, amico di Noodles e co-protagonista della storia. Per la parte di Max il principale candidato era Joe Pesci, celebre attore e grande amico di De Niro. Tuttavia i provini di Pesci non piacevano particolarmente a Leone che, pur riconoscendo la bravura dell'attore, non lo riteneva adatto. Alla fine Leone convinse Pesci a prendere parte ugualmente al film; fu lo stesso Pesci a scegliere di interpretare la parte di Frankie Monaldi (ruolo molto importante nella sceneggiatura originale, ma limitato nella versione definitiva del film). James Woods venne scelto su consiglio di De Niro. All'epoca Woods era un attore noto principalmente per aver lavorato con David Cronenberg in Videodrome, come protagonista. Il provino non colpì subito Leone, che lo scritturò solo al termine della selezione, dopo aver "spostato" Joe Pesci al ruolo di Frankie.
- Tuesday Weld è Carol, compagna di Max e personaggio di grande rilevanza nella parte finale del film. Per la parte di Carol si era autocandidata Claudia Cardinale, che voleva partecipare al progetto e che aveva già lavorato con Sergio Leone in C'era una volta il West del 1968; tuttavia, Leone la scartò per puntare su un'attrice meno famosa.
- Elizabeth McGovern è Deborah, la donna che Noodles ha sempre amato. Per il ruolo vennero considerate moltissime altre attrici, in alcuni casi decisamente più celebri della McGovern. Tra le prime candidate al ruolo ci fu Romina Power. Tuttavia, come con il personaggio di Carol, Leone alla fine optò per un'attrice meno conosciuta al grande pubblico.
- Jennifer Connelly è Deborah da bambina. La Connelly vide la propria carriera decollare proprio dopo questo film, divenendo un'apprezzata attrice che, nel corso della sua carriera, ha lavorato con registi come Dario Argento, Jim Henson, Ron Howard e Ang Lee. Connelly era stata notata da un addetto al casting di un altro film, il quale sapeva che il regista italiano stava cercando una ragazza da far danzare davanti alle cineprese. Dopo aver visto la Connelly ballare, decise di proporla a Leone, che la scritturò immediatamente, avviandola alla carriera cinematografica.

Per le parti dei ragazzi Leone si affidò a dei giovani debuttanti selezionati tramite audizioni: tutti questi ragazzi erano praticamente all'inizio della loro carriera. Tra loro, solo Brian Bloom (il giovane Patsy) continuerà con medio successo la carriera di attore, mentre gli altri tenteranno di lavorare in qualche progetto prima di cambiare mestiere. Sergio Leone volle inoltre dei veri musicisti che suonassero davvero durante le scene girate nello speakeasy di Moe: per questo ingaggiò dei noti jazzisti romani, Roberto Nicolai (tromba), Nunzio Giuliani (batteria), Gianni Sanjust (clarinetto), Dario Iori (banjo), Ole Jorgensen del "Quintetto Bruno Martino" (percussioni), Alex Serra (voce).

#### Cameo
Il produttore Arnon Milchan fece un cameo recitando il ruolo dell'autista di Deborah. Il ripristino delle scene tagliate nella versione estesa distribuita nel 2012 ha incluso anche un breve dialogo tra lui e Noodles.

### Riprese

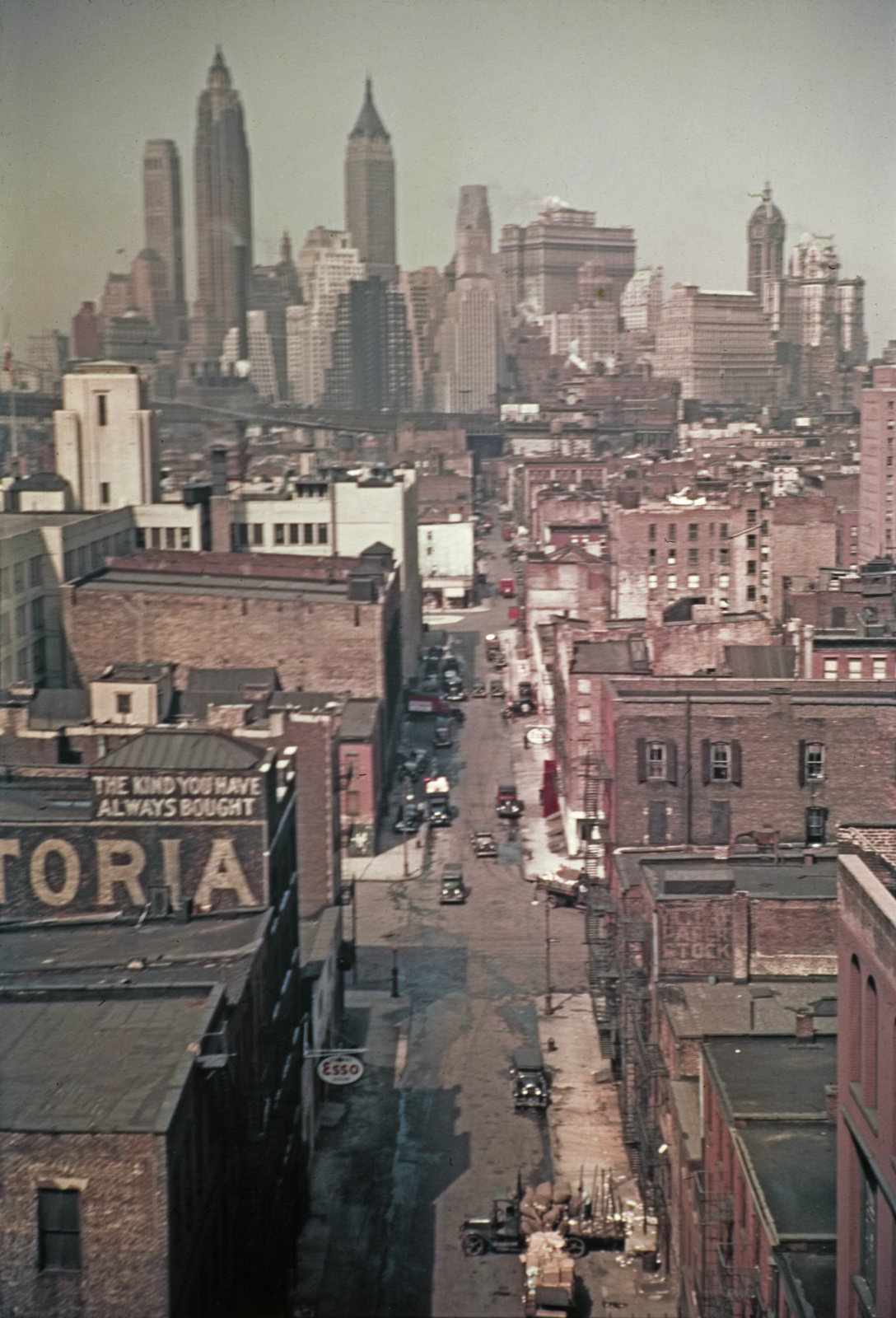
La Manhattan di New York nel 1938. Fotografia Agfacolor

Le riprese iniziarono il 14 giugno 1982 per terminare il 22 aprile 1983. Il regista usa per la prima e unica volta nella sua carriera il formato 1,85:1, sostituendo il 2,35:1, che aveva caratterizzato i precedenti lavori, con i celebri primi piani. Durante i dieci mesi di riprese, la lavorazione proseguì senza grandi difficoltà se non quelle legate ai grandi spostamenti dell'intera troupe per raggiungere i vari luoghi.

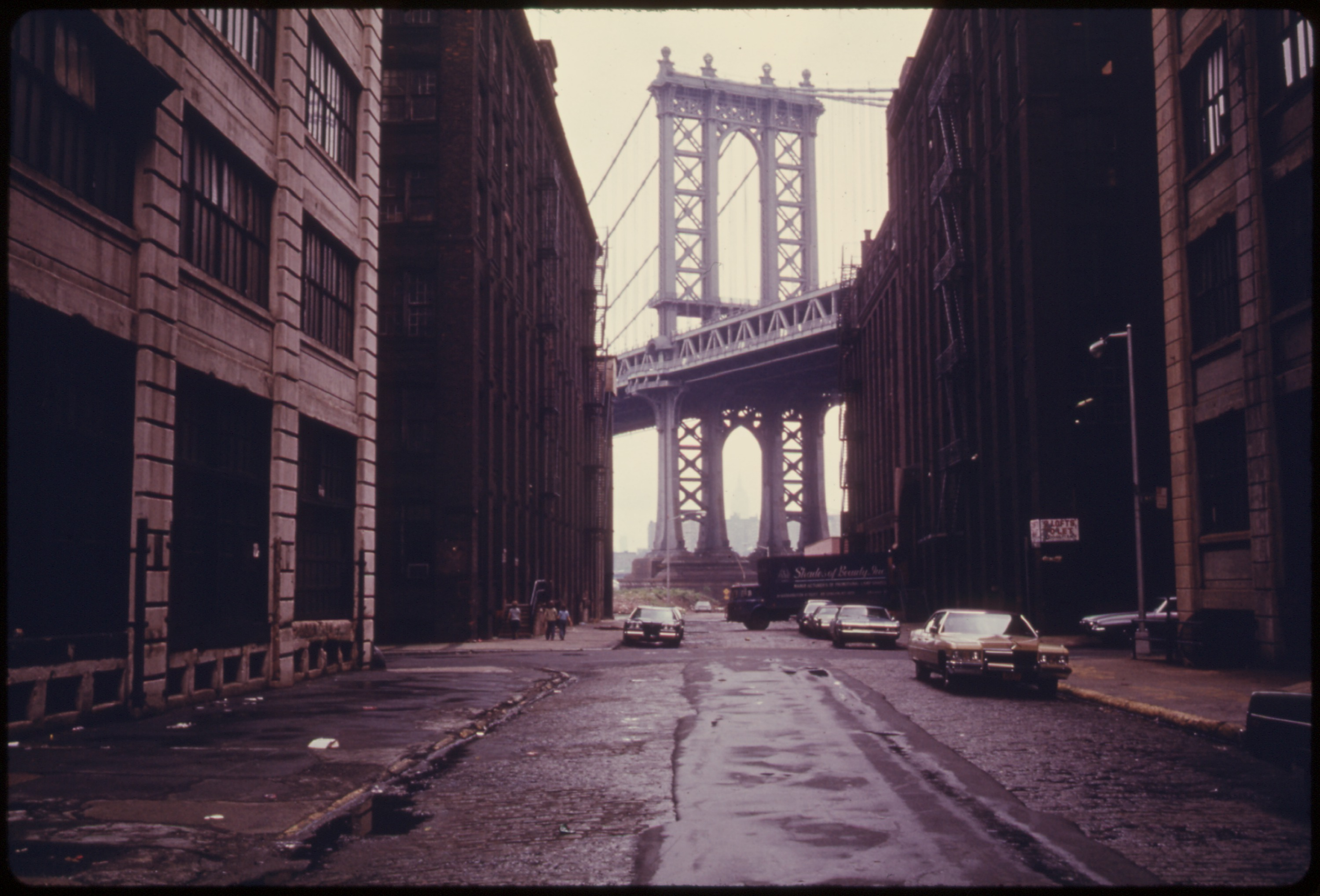
Il poster e le copertine delle versioni home video rappresentano il Ponte di Manhattan visto da Washington Street (Brooklyn)

Leone, infatti, per poter girare nelle migliori condizioni, girò in lungo e in largo per gli USA, vagando dal quartiere Brooklyn di New York al New Jersey per poi andare in Florida (alcune riprese furono effettuate sulla St. Pete Beach del Don Cesar Hotel) e varcare i confini nazionali per poter riprendere alcune sequenze nella regione del Québec in Canada. Le scene nell'immaginario cimitero di Riverdale sono state girate nel Woodlawn Cemetery nel Bronx. La troupe si spostò anche in Europa: in Francia a Parigi (nella scena in cui Noodles assiste alla partenza di Deborah in treno, su una carrozza in sosta alla stazione si legge il logo della SNCF, compagnia ferroviaria di stato francese), ma soprattutto in Italia. Molte scene (soprattutto quelle ambientate negli anni venti e trenta) furono girate nei set di Cinecittà, a Roma.
Emblematiche le riprese intorno alla violenza di Noodles su Deborah: la sequenza è stata girata a Montréal (l'uscita dal teatro), al Lido di Venezia (la scena al ristorante di Noodles e Deborah all'hotel Excelsior e sulla spiaggia), a Roma (lo stupro) e a Spring Lake (l'alba dell'indomani).

## Colonna sonora
Per la composizione della colonna sonora, il regista Sergio Leone non ha mai avuto dubbi, scegliendo immediatamente il suo collaboratore di lunga data Ennio Morricone, con cui aveva lavorato per tutti i suoi western che lo avevano reso celebre in tutto il mondo. La musica del film era stata commissionata da Leone con così largo anticipo che veniva ascoltata, seppur non nella versione orchestrata, sul set durante le riprese.
Il film contiene anche brani non composti da Morricone, più precisamente: Yesterday, composto dal Beatle Paul McCartney; un brano dalla celeberrima sinfonia dell'opera La gazza ladra di Gioachino Rossini durante la scena dello scambio delle culle; God Bless America di Irving Berlin; Amapola di José Lacalle; Summertime di George Gershwin e Night and Day di Cole Porter.
Nella colonna sonora del film, arrangiata e diretta dallo stesso Morricone e registrata nel dicembre 1983, sono coinvolti anche la cantante Edda Dell'Orso, già abituale vocalista delle colonne sonore di Morricone, e il flautista rumeno Gheorghe Zamfir, già autore della colonna sonora del film Picnic ad Hanging Rock.
Considerata da alcuni come il massimo capolavoro di Ennio Morricone, la colonna sonora ha fatto vincere al suo compositore vari premi, tra cui: un Los Angeles Film Critics Awards (1984), un BAFTA (1985) e un Nastro d'argento (1985), oltre a una candidatura ai Golden Globe del 1985.

## Promozione
Alcuni slogan promozionali internazionali del film:

## Distribuzione

### Date di uscita
La prima proiezione del film si tenne a New York il 17 febbraio 1984, in Italia il film uscì nelle sale cinematografiche il 28 settembre dello stesso anno.
Alla conclusione del montaggio il film durava circa quattro ore e mezza, 269 minuti, ma nelle sale americane venne distribuita una versione ridotta di 94 minuti rimontata in ordine cronologico per volere della Warner e di Arnon Milchan. Il film venne proiettato anche al Festival di Cannes lo stesso anno, il 20 maggio, con una versione di 229 minuti.
In occasione della prima internazionale, Leone prese la parola per il protrettico al film: dopo una presentazione tecnica e un lungo ringraziamento rivolto a collaboratori e cast, Leone si rivolse alla giuria ribattendo che proiettare quella stessa pellicola significava assistere, quella sera, alla "fine del cinema". L'espressione destò ilarità e risate fra pubblico, cast e giuria stessa. Non avvenne lo stesso quando, alla fine delle proiezioni, il presidente della giuria Krzysztof Zanussi, visibilmente commosso, annunciò lo stesso ai microfoni: «messieurs, le cinéma est fini ce soir».
- 1 giugno 1984 in Canada (Once upon a time in America)
- 1º giugno 1984 in USA (Once upon a time in America)
- 23 maggio 1984 in Francia (Il était une fois en Amérique)
- 28 settembre 1984 in Italia (C'era una volta in America)
- 17 agosto 1984 in Svezia (Once upon a time in America)
- 12 ottobre 1984 in Germania (Es war einmal in Amerika)

### Divieti
Le restrizioni imposte nelle varie nazioni per il film:
- Brasile: VM 18
- Canada: 18A (vietato ai minori di 18 anni non accompagnati da un adulto)
- Canada: VM 13 (Quebec)
- Canada: R (VM 18) (Ontario)
- Finlandia: VM 18 (divieto poi abbassato ai 16 anni nel 1990)
- Francia: Per tutti
- Germania: VM 18 (divieto poi abbassato ai 16 anni nel 2003)
- Irlanda: VM 18
- Italia: Per tutti
- Norvegia: VM 18
- Nuova Zelanda: VM 16
- Paesi Bassi: VM 16
- Regno Unito: VM 18
- Spagna: VM 18
- Stati Uniti: R (vietato ai minori di 17 anni non accompagnati)
- Svezia: VM 15

### Edizione italiana

#### Doppiaggio
Il doppiaggio originale del film, che è stato eseguito dalla C.D.C. presso Cinecittà e la cui direzione venne affidata a Riccardo Cucciolla, è stato seguito dallo stesso regista, che si è occupato della scelta delle voci. Inizialmente Leone aveva pensato di assegnare il doppiaggio di Noodles a Pino Colizzi (già doppiatore di Robert De Niro in Il padrino - Parte II); fu lo stesso Colizzi, tuttavia, a suggerire al regista di affidarlo a Ferruccio Amendola, doppiatore abituale dell'attore. A causa di alcuni problemi di diritti con il doppiaggio originale, il film è stato ridoppiato dalla Dubbing Brothers International Italia sotto la direzione di Fabrizia Castagnoli in occasione dell'uscita del film in DVD nel 2003: nessun personaggio mantiene la voce che aveva nel primo doppiaggio.
Successivamente, il doppiaggio originale è stato ripristinato nel 2012 grazie al restauro in occasione della pubblicazione del film in DVD e Blu-ray nella versione estesa della durata di 251 minuti, occasione nella quale tornò anche in alcune sale. La versione originale è stata trasmessa in prima visione su Rai 3 il 6 aprile 2015, mentre la versione integrale è stata trasmessa, sempre su Rai 3, il 1º gennaio 2022 e su Rai 4 il 30 aprile 2024.

### Edizioni home video
Il film è stato pubblicato in DVD il 7 luglio 2003 e in Blu-Ray il 27 gennaio 2011. In questa edizione a due dischi, il film è presentato nella versione italiana del 1984 da 229 minuti nel formato 1,85:1 con audio Dolby Digital 5.1 e un nuovo doppiaggio. Il 4 dicembre 2012 è uscito in DVD e Blu-Ray il film in una edizione estesa della durata di 251 minuti, con scene inedite e con la traccia audio originale curata dallo stesso Sergio Leone.

## Accoglienza

### Incassi
Il film venne distribuito commercialmente negli USA nei primi giorni del giugno 1984, nel primo week-end di apertura venne proiettato in 894 sale incassando 2412014 $. A causa della pessima versione montata dal produttore Arnon Milchan, il film ebbe un immediato calo di spettatori e fu un notevole insuccesso di pubblico, incassando complessivamente solo 5321508 $ sul mercato domestico (a fronte di un budget di 30 milioni di dollari) e posizionandosi a un deludente 107º posto della classifica dei maggiori incassi sul mercato USA. Le cose andarono molto meglio in Europa, dove venne distribuita la versione montata secondo le direttive del regista: in Germania il film incassò l'equivalente di oltre 9 milioni di dollari e in Svezia il ricavo totale fu di 4696703 kr. Ottimi risultati si ebbero anche in Francia, in Italia e nel Regno Unito.

### Critica
Morando Morandini nel suo Dizionario del cinema attribuisce al film un giudizio di 5 stelle, il massimo assegnabile, commentando: «Il presente non esiste: è una sfilata di fantasmi nello spazio incantato della memoria. Alle sconnessioni temporali corrispondono le dilatazioni dello spazio: con sapienti incastri tra esterni autentici ed esterni ricostruiti in teatro, Leone accompagna lo spettatore in un viaggio attraverso l'America metropolitana (e la storia del cinema su quell'America) che è reale e favoloso, archeologico e rituale. [...] È un film di morte, iniquità, violenza, piombo, sangue, paura, amicizia virile, tradimenti. E di sesso. In questa fiaba di maschi violenti le donne sono maltrattate; la pulsione sessuale è legata all'analità, alla golosità, alla morte, soprattutto alla violenza. È l'America vista come un mondo di bambini».
Pino Farinotti nella sua guida conferma l'alta valutazione del film assegnandogli un voto di 4 stelle su 5, definendolo «Un'autentica lezione di cinema». Viceversa, Paolo Mereghetti ridimensiona l'opera assegnando al film 2 stelle e mezzo su 4 scrivendo:
Nel suo Cent'anni di cinema italiano, Gian Piero Brunetta commenta:

### Primati
È stato inserito al 43º posto della lista dei migliori film della storia del cinema stilata dai lettori di TimeOut con la seguente motivazione: "A mature meditation on time, honor, and brotherhood, and another gangster epic on a grand scale". Empire Magazine lo ha inserito al 63º posto nella sua lista pubblicata nel 1999 e all'83º posto di quella pubblicata nel 2003. Figura inoltre al 71º posto della Top 250 di IMDb con una media voti di 8,3/10. Anche sul sito Rotten Tomatoes il film ha una valutazione positiva dell'87% con una media di voti di 8,5/10 basata su 55 recensioni.

## Teoria del sogno
Il film inizia e finisce con la stessa scena del 1933, con Noodles che si nasconde in una fumeria d'oppio. Poiché la prima scena raffigura Noodles già sotto l'effetto dell'oppio, mentre l'ultima scena del film lo raffigura poco prima (in procinto di accendere la pipa), alcuni interpretano la storia come un sogno o una fantasia indotta dalla droga, con Noodles che ricorda il suo passato e immagina il suo futuro. Nel commento inserito nel DVD, lo storico cinematografico Richard Schickel afferma che i consumatori di oppio sono spesso soggetti, tra i fumi della droga, a vivide allucinazioni con la singolare tendenza a esplorare ricordi del proprio passato e visioni di un immaginario futuro.
Nel documentario A Fistful of Sergio Leone è riportato che lo stesso Leone fece riferimento a questa teoria parlando con uno spettatore che aveva appena visto il film. Gli oppositori della teoria del sogno citano il fatto che la sequenza del 1968 include vari anacronismi: la musica dei Beatles, la televisione, e riferimenti alla guerra del Vietnam, gli hippy nella stazione che discutono su Jimi Hendrix, che ovviamente non esistevano nel 1933 e quindi Noodles non sarebbe stato in grado di sognarli. E asseriscono inoltre che filmare le sequenze successive sotto forma di sogno avrebbe annullato l'effetto tematico e psicologico del film.
I sostenitori affermano che varie scene avvalorano la teoria del sogno: per esempio il telefono che squilla ossessivamente nella mente di Noodles è il sintomo di una allucinazione ossessiva provocata dall'oppio ed egli viene immediatamente soccorso da un inserviente della fumeria che gli passa nuovamente la pipa facendolo immergere nuovamente nella storia. Inoltre il film inizia con la musica di God Bless America e nella scena finale corrispondente, le automobili che sfilano cariche di gente che festeggia sono veicoli del 1930 e suonano la stessa canzone. Il tradimento di Max nel futuro può essere interpretato come un trasferimento di responsabilità: Noodles inconsciamente accusa Max per il suo ingresso nell'organizzazione criminale e per la sua fallita relazione con Deborah, e in un certo senso si sente tradito dalle ambizioni di Max.
Alla fine del film, il sorriso di Noodles viene interpretato come il sollievo, nell'accorgersi di aver solo sognato, anche se Noodles sorride poco dopo aver iniziato a fumare oppio. Poco prima della sua morte nel 1989, Sergio Leone tenne una lezione al Centro sperimentale di cinematografia; in questo intervento, il regista affrontò anche la teoria del sogno e spiegò che Noodles, grazie all'oppio, ha una visione del suo futuro. Specificò che si trattava ovviamente di una sua personale lettura del film.

## Riconoscimenti
- 1985 - Golden Globe
  - Candidatura per il miglior regista a Sergio Leone
  - Candidatura per la miglior colonna sonora a Ennio Morricone
- 1985 - Premio BAFTA
  - Migliori costumi a Gabriella Pescucci
  - Miglior colonna sonora a Ennio Morricone
  - Candidatura per la miglior regia a Sergio Leone
  - Candidatura per la miglior attrice non protagonista a Tuesday Weld
  - Candidatura per la miglior fotografia a Tonino Delli Colli
- 1984 - Los Angeles Film Critics Association Award
  - Miglior colonna sonora a Ennio Morricone
  - Candidatura per il miglior film
  - Candidatura per la miglior regia a Sergio Leone
- 1985 - David di Donatello
  - Candidatura per il miglior regista straniero a Sergio Leone[25]
- 1985 - Japan Academy Prize
  - Miglior film straniero
- 1985 - Nastro d'argento
  - Regista del miglior film a Sergio Leone
  - Migliore fotografia a Tonino Delli Colli
  - Migliore scenografia a Carlo Simi
  - Miglior colonna sonora a Ennio Morricone
  - Migliori effetti speciali
- 1986 - Sant Jordi Award
  - Miglior attore straniero a Robert De Niro
- 1985 - Kinema Junpo Award
  - Miglior film straniero a Sergio Leone

## Versioni alternative
Esistono tre diverse versioni del film.

### Versione statunitense
Ha una durata di 139 minuti e fu la versione distribuita nei cinema dei soli Stati Uniti. Secondo il volere del produttore Arnon Milchan, il film uscì privato di moltissime scene e caratterizzato da un montaggio che segue l'ordine cronologico degli eventi: la decisione fu presa per la diffidenza del pubblico verso la tecnica del flashback, ritenuta di difficile comprensione e fruizione. L'apporto di queste alterazioni in seguito fu ritenuto dettato da meri interessi commerciali e determinò lo scarso successo che il film riscosse all'epoca presso il pubblico e la critica statunitensi.

### Versione internazionale
Ha una durata di 229 minuti e fu la versione distribuita in tutto il mondo (eccetto gli Stati Uniti) riscuotendo un buon successo. È universalmente riconosciuta come la vera versione, ovvero maggiormente aderente al progetto originario di Leone, che vi approdò dopo aver stampato circa 10 ore di materiale girato.
Dopo un primo montaggio, il regista cominciò a considerare l'ipotesi di pubblicare una versione da ben 6 ore divisa in due parti da 3 ore ciascuna, poi abbassata a 269 minuti (4 ore e 29 minuti), quindi accorciata ulteriormente per giungere ai 229 minuti finali (3 ore e 49 minuti). Questa versione resta quella definitiva voluta da Leone (a conferma vi sono diverse interviste dell'epoca, e testimonianze come quelle del critico Marcello Garofalo). Le diverse scene eliminate sarebbero servite, a detta dello stesso Leone, per una ipotetica versione televisiva, e non andarono distrutte. Sopravvissero, benché in modo piuttosto scarno, non doppiate e non montate.

### Versione restaurata ed estesa del 2012

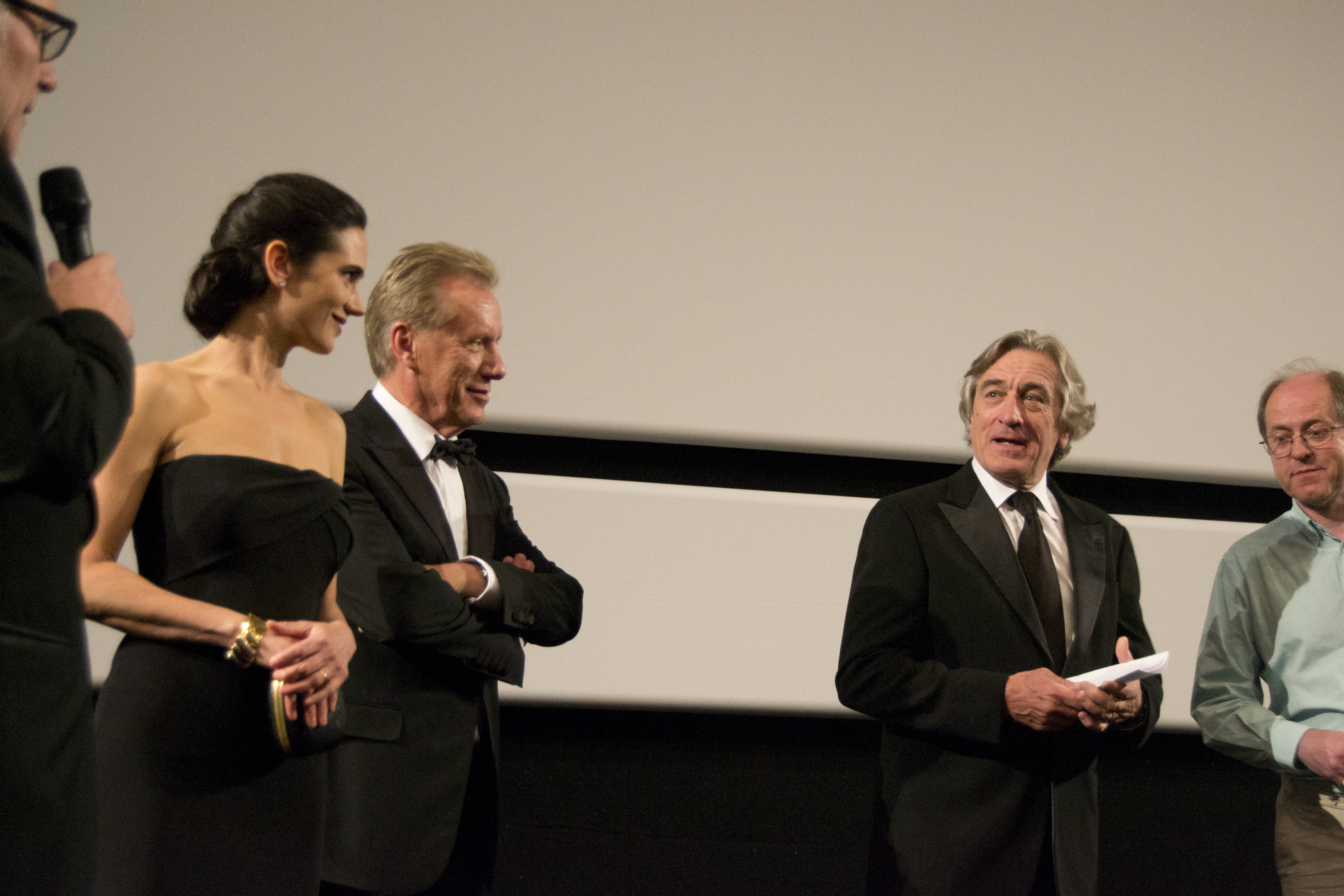
Parte del cast alla presentazione della versione restaurata al Festival di Cannes 2012

Nel 2011 Andrea e Raffaella Leone, figli del regista, acquisirono i diritti del film per l'Italia e ne affidarono l'opera di restauro alla Cineteca di Bologna. Intervenne in soccorso anche Martin Scorsese, che, attraverso la sua The Film Foundation, insieme a Gucci, finanziò l'impresa, collaborando con i figli di Leone, la Cineteca di Bologna e la Regency Enterprises per ricostruire una versione del film che potesse avvicinarsi il più possibile alla visione originale del maestro dei western all'italiana. L'operazione prevedeva anche l'aggiunta di scene eliminate presenti nel primo montaggio realizzato dal regista e il ripristino del doppiaggio originale grazie all'aiuto del fonico di mix Fausto Ancillai e del montatore del suono Stefano Di Fiore.
La pellicola così restaurata, dalla durata di 251 minuti e denominata extended director's cut, fu proiettata il 18 maggio 2012 al 65º Festival di Cannes, con la presenza in sala di Robert De Niro, James Woods, Jennifer Connelly, Elizabeth McGovern e Ennio Morricone. Questa versione ebbe anche una distribuzione limitata in pochi cinema dal 18 al 21 ottobre 2012 e dall'8 all'11 novembre 2012 e infine fu pubblicata in DVD e Blu-Ray il 4 dicembre 2012.
Le sequenze aggiunte nella versione del 2012 sono facilmente identificabili per la qualità difforme del girato, dal momento che il recupero avvenne previa scansione di positivi mal conservati. Tali scene, inoltre, non sono mai state doppiate e presentano il sonoro originale inglese, tradotto con sottotitoli.